# Farid Zaland

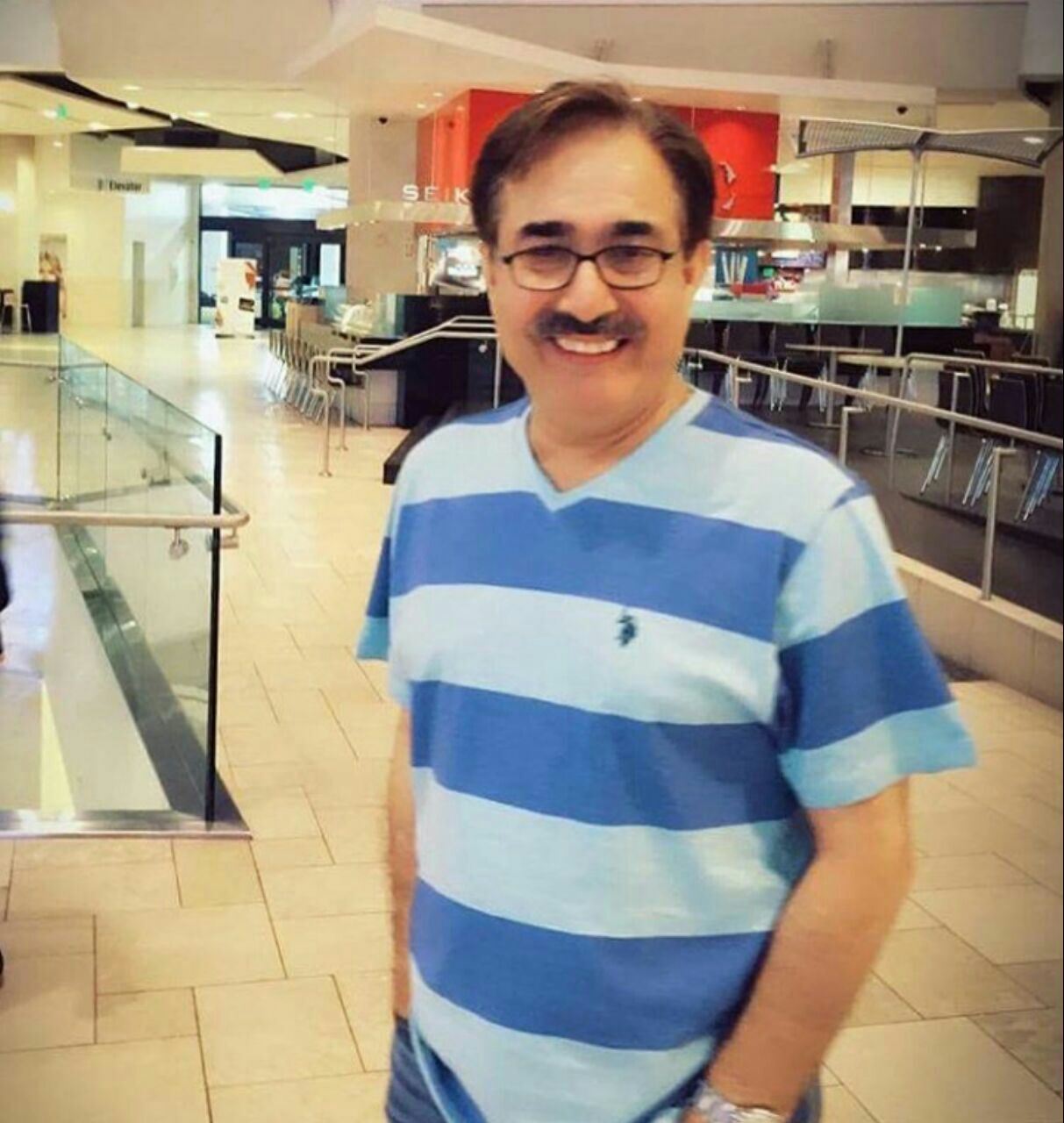
Farid Zaland, 2018

Farid Zaland (oder Zoland; persisch فرید زلاند; paschtunisch ځَلاند; * 31. August 1955 in Kabul) ist ein Komponist, Sänger und Musiker aus Afghanistan. Er stammt aus einer Künstlerfamilie. Seine Schwestern Soheila Zaland und Shala Zaland sowie sein Bruder Wahid Zaland sind ebenfalls Musiker und haben einige Hits gesungen.

## Leben
Farid Zaland ist der älteste Sohn von Ustad Jalil Zaland. Letzterer ist einer der Mitbegründer des berühmten Orchesters des nationalen Radio Television Afghanistan (RTA), dessen Musiker in den 1980er Jahren entweder ins Ausland gingen oder aus verschiedenen politischen Gründen nicht ihrem Beruf nachgehen konnten.
Farid Zaland reiste im Jahre 1969 in den Iran ein, um an der Teheraner Hochschule für Musik zu studieren. Dort trat er mit berühmten Sängern persischer Sprache in Kontakt. Er komponierte für einige dieser Sänger wie Dariush, Googoosh, Ebi, Sattar, Moein und Hayedeh etliche Musikstücke. Manche von diesen Musikstücken sind zu großen Hits in ganz Zentralasien geworden, insbesondere in Iran, Tadschikistan und Afghanistan.